# Irish Open 1992
Die Irish Open 1992 im Badminton fanden vom 10. bis zum 13. Dezember 1992 im Baldoyle Badminton Centre in Dublin statt.

## Medaillengewinner
| Disziplin    | Gold                                 | Silber                         | Bronze                                  |
| ------------ | ------------------------------------ | ------------------------------ | --------------------------------------- |
| Herreneinzel | Chris Bruil                          | Rikard Magnusson               | Peter Smith                             |
| Herreneinzel | Chris Bruil                          | Rikard Magnusson               | Patrik Andreasson                       |
| Dameneinzel  | Marina Andrievskaia                  | Lotte Thomsen                  | Fiona Smith                             |
| Dameneinzel  | Marina Andrievskaia                  | Lotte Thomsen                  | Helle Andersen                          |
| Herrendoppel | Andrei Antropow Nikolai Sujew        | Chris Hunt Julian Robertson    | Martin Lundgaard Hansen Michael Søgaard |
| Herrendoppel | Andrei Antropow Nikolai Sujew        | Chris Hunt Julian Robertson    | Thomas Madsen Lars Pedersen             |
| Damendoppel  | Marina Andrievskaia Marina Yakusheva | Anne Søndergaard Lotte Thomsen | Tanja Berg Anne Mette Bille             |
| Damendoppel  | Marina Andrievskaia Marina Yakusheva | Anne Søndergaard Lotte Thomsen | Astrid Crabo Sarah Hore                 |
| Mixed        | Lars Pedersen Anne Mette Bille       | Nick Ponting Joanne Davies     | Quinten van Dalm Nicole van Hooren      |
| Mixed        | Lars Pedersen Anne Mette Bille       | Nick Ponting Joanne Davies     | Ron Michels Joris van Soerland          |